# Copella eigenmanni
A Copella eigenmanni a sugarasúszójú halak (Actinopterygii) osztályának pontylazacalakúak (Characiformes) rendjébe, ezen belül a Lebiasinidae családjába tartozó faj.

## Előfordulása
A Copella eigenmanni a brazíliai Pará szövetségi állam partmentén él, ott ahol az Orinoco folyó az Atlanti-óceánba ömlik.

## Megjelenése
Legfeljebb 3,6 centiméter hosszú.

## Életmódja
A Copella eigenmanni trópusi, édesvízi halfaj.